# Tasque
Pour les articles homonymes, voir Tasque (homonymie).
Tasque (Tasca en gascon) est une commune française située dans le département du Gers, en région Occitanie. Sur le plan historique et culturel, la commune est dans le pays de Rivière-Basse, un territoire qui s’allonge dans la moyenne vallée de l’Adour, à l’endroit où le fleuve marque un coude entre Bigorre et Gers.
Exposée à un climat océanique altéré, elle est drainée par l'Arros, le canal d'Alaric, le Las, la Barne et par divers autres petits cours d'eau. La commune possède un patrimoine naturel remarquable : un site Natura 2000 (la « vallée de l'Adour ») et trois zones naturelles d'intérêt écologique, faunistique et floristique.
Tasque est une commune rurale qui compte 245 habitants en 2022, après avoir connu un pic de population de 606 habitants en 1851.  Ses habitants sont appelés les Tasquais ou  Tasquaises.
Le patrimoine architectural de la commune comprend deux  immeubles protégés au titre des monuments historiques : la croix byzantine, inscrite en 1925, et l'église Saint-Pierre, classée en 1999.

## Géographie

### Localisation
Tasque est une commune située dans le vignoble des côtes-de-saint-mont.

### Communes limitrophes
Les communes limitrophes sont Cahuzac-sur-Adour, Galiax, Goux, Izotges, Lasserrade, Plaisance, Pouydraguin et Termes-d'Armagnac.
| Izotges           | Termes-d'Armagnac | Pouydraguin |
| Cahuzac-sur-Adour | Tasque            | Lasserrade  |
| Goux              | Galiax            | Plaisance   |

### Géologie et relief
Tasque se situe en zone de sismicité 2 (sismicité faible).

### Hydrographie

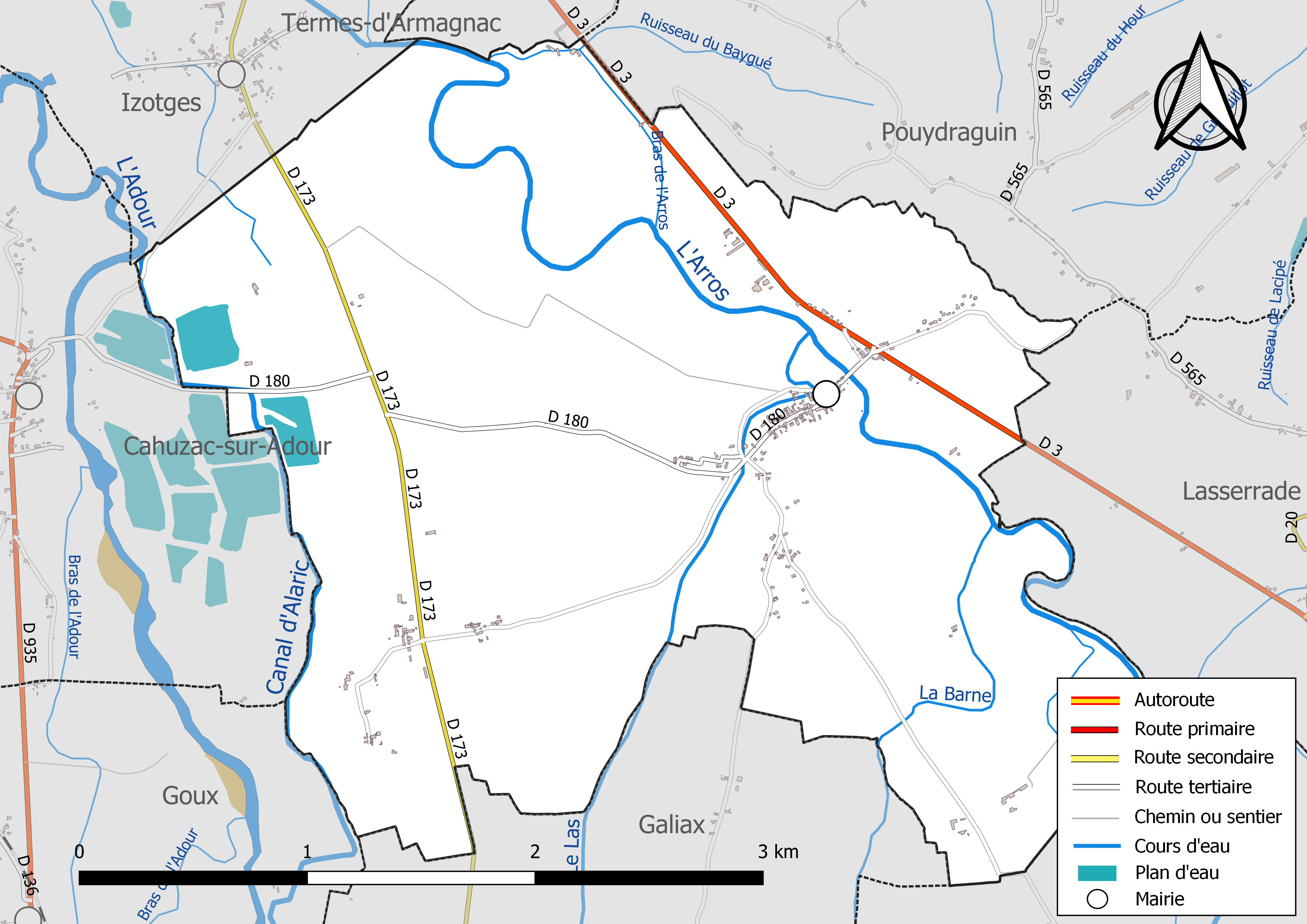
Réseaux hydrographique et routier de Tasque.

La commune est dans le bassin de l'Adour, au sein du bassin hydrographique Adour-Garonne. Elle est drainée par l'Arros, le canal d'Alaric, le Las, la Barne, un bras de l'Arros, le ruisseau du Baygué, N et par un petit cours d'eau, qui constituent un réseau hydrographique de 14 km de longueur totale,.
L'Arros, d'une longueur totale de 130,8 km, prend sa source dans la commune d'Esparros et s'écoule vers le nord. Il traverse la commune et se jette dans l'Adour à Izotges, après avoir traversé 54 communes.
Le canal d'Alaric, d'une longueur totale de 73,7 km, prend sa source dans la commune de Pouzac et s'écoule vers le nord. Il traverse la commune et se jette dans l'Adour à Izotges, après avoir traversé 38 communes.
Le Las, d'une longueur totale de 10,5 km, prend sa source dans la commune de Jû-Belloc et s'écoule vers le nord. Il traverse la commune et se jette dans l'Arros à Tasque, après avoir traversé 5 communes.

### Climat
Pour des articles plus généraux, voir Climat de l'Occitanie et Climat du Gers.
En 2010, le climat de la commune est de type climat océanique altéré, selon une étude s'appuyant sur une série de données couvrant la période 1971-2000. En 2020, Météo-France publie une typologie des climats de la France métropolitaine dans laquelle la commune est toujours exposée à un climat océanique altéré et est dans la région climatique Aquitaine, Gascogne, caractérisée par une pluviométrie abondante au printemps, modérée en automne, un faible ensoleillement au printemps, un été chaud (19,5 °C), des vents faibles, des brouillards fréquents en automne et en hiver et des orages fréquents en été (15 à 20 jours).
Pour la période 1971-2000, la température annuelle moyenne est de 13,1 °C, avec une amplitude thermique annuelle de 15,1 °C. Le cumul annuel moyen de précipitations est de 923 mm, avec 10,8 jours de précipitations en janvier et 6,8 jours en juillet. Pour la période 1991-2020, la température moyenne annuelle observée sur la station météorologique la plus proche, située sur la commune de Maumusson-Laguian à 10 km à vol d'oiseau, est de 14,1 °C et le cumul annuel moyen de précipitations est de 1 021,5 mm,. Pour l'avenir, les paramètres climatiques de la commune estimés pour 2050 selon différents scénarios d'émission de gaz à effet de serre sont consultables sur un site dédié publié par Météo-France en novembre 2022.

### Milieux naturels et biodiversité

#### Réseau Natura 2000

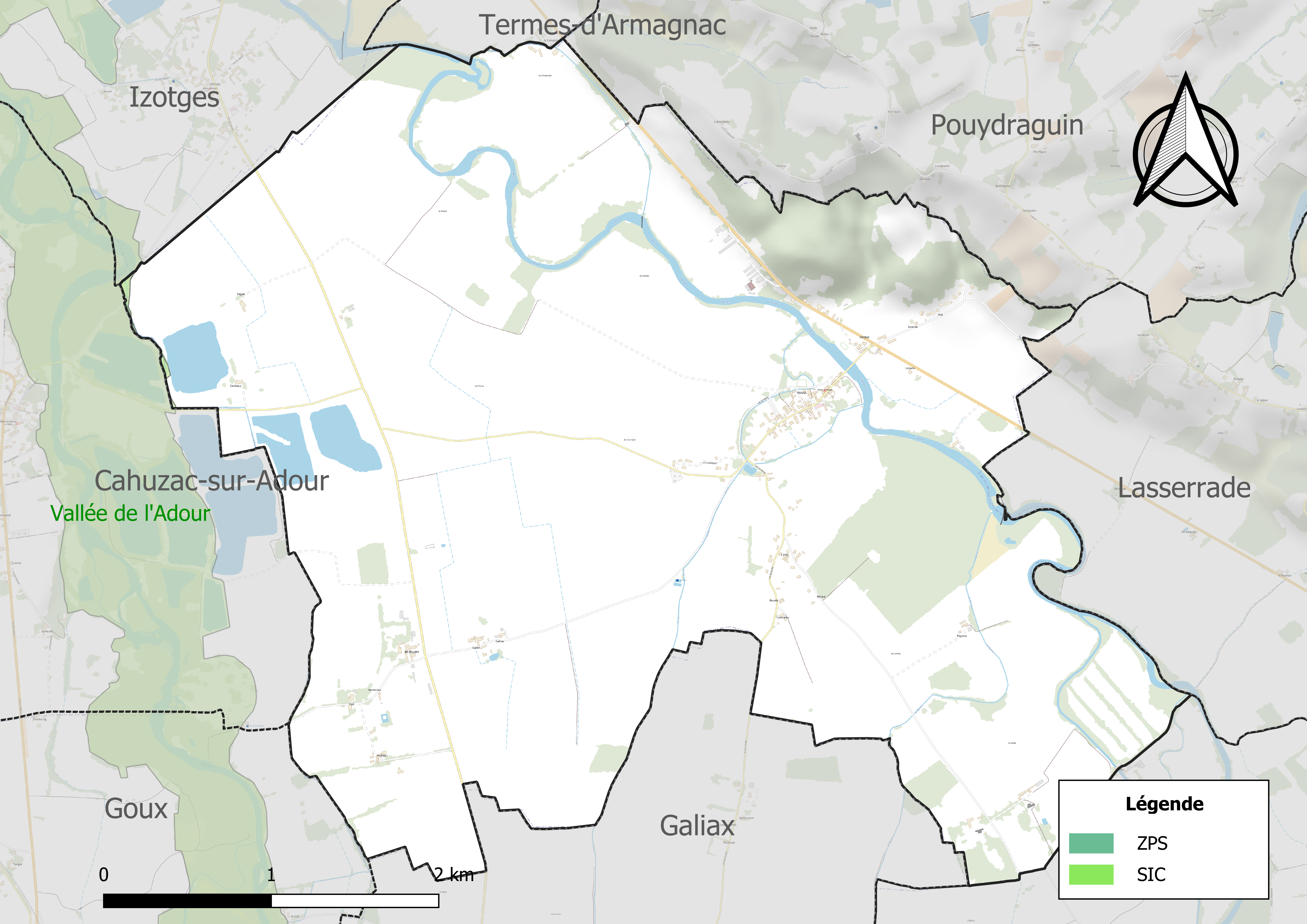
Site Natura 2000 sur le territoire communal.

Le réseau Natura 2000 est un réseau écologique européen de sites naturels d'intérêt écologique élaboré à partir des directives habitats et oiseaux, constitué de zones spéciales de conservation (ZSC) et de zones de protection spéciale (ZPS).
Un site Natura 2000 a été défini sur la commune au titre de la directive habitats : la « vallée de l'Adour », d'une superficie de 2 694 ha, un espace où les habitats terrestres et aquatiques abritent une flore et une faune remarquable et diversifiée, avec la présence de la Loutre et de la Cistude d'Europe.

#### Zones naturelles d'intérêt écologique, faunistique et floristique
L’inventaire des zones naturelles d'intérêt écologique, faunistique et floristique (ZNIEFF) a pour objectif de réaliser une couverture des zones les plus intéressantes sur le plan écologique, essentiellement dans la perspective d’améliorer la connaissance du patrimoine naturel national et de fournir aux différents décideurs un outil d’aide à la prise en compte de l’environnement dans l’aménagement du territoire.
Une ZNIEFF de type 1 est recensée sur la commune :
« l'Adour, de Bagnères à Barcelonne-du-Gers » (2 786 ha), couvrant 59 communes dont 18 dans le Gers, une dans les Landes et 40 dans les Hautes-Pyrénées et deux ZNIEFF de type 2, : 
- l'« Adour et milieux annexes » (3 634 ha), couvrant 60 communes dont 18 dans le Gers, une dans les Landes et 41 dans les Hautes-Pyrénées[19] ;
- le « cours de l'Arros » (1 675 ha), couvrant 41 communes dont 20 dans le Gers et 21 dans les Hautes-Pyrénées[20].

Carte des ZNIEFF de type 1 et 2 à Tasque.
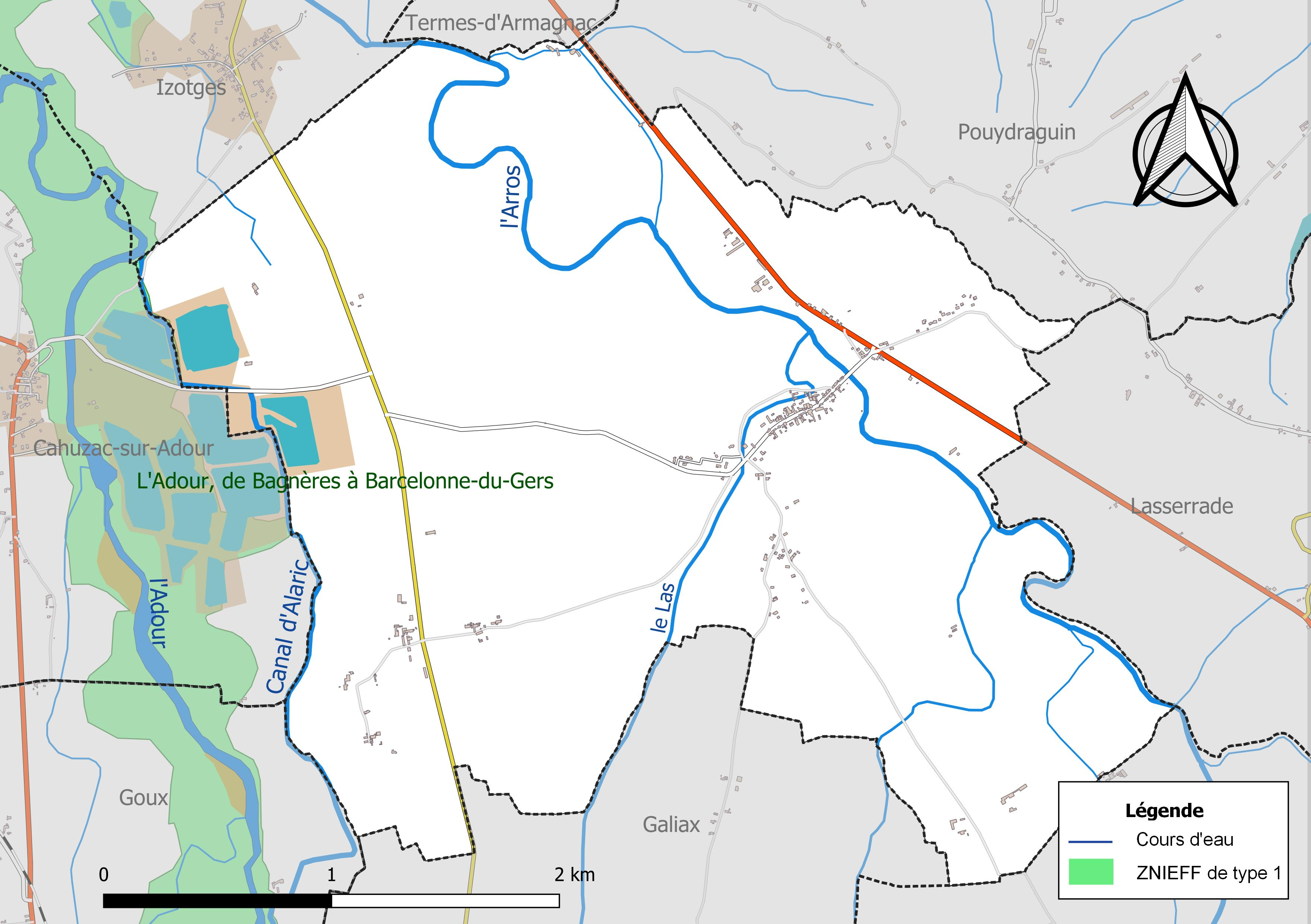
Carte de la ZNIEFF de type 1 sur la commune.
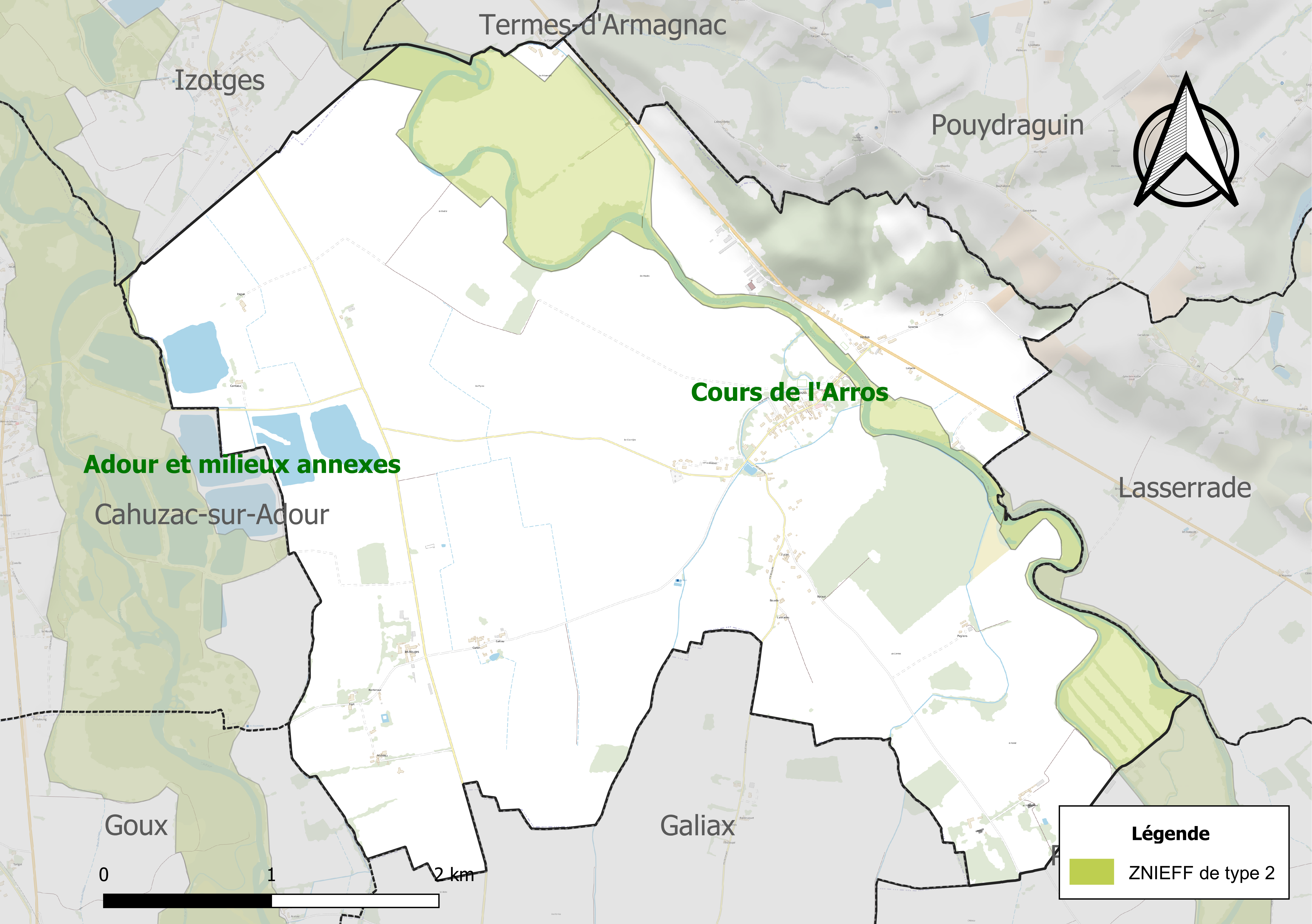
Carte des ZNIEFF de type 2 sur la commune.

## Urbanisme

### Typologie
Au 1er janvier 2024, Tasque est catégorisée commune rurale à habitat dispersé, selon la nouvelle grille communale de densité à sept niveaux définie par l'Insee en 2022.
Elle est située hors unité urbaine et hors attraction des villes,.

### Occupation des sols
L'occupation des sols de la commune, telle qu'elle ressort de la base de données européenne d’occupation biophysique des sols Corine Land Cover (CLC), est marquée par l'importance des territoires agricoles (88,2 % en 2018), en diminution par rapport à 1990 (91,7 %). La répartition détaillée en 2018 est la suivante : 
terres arables (77,6 %), prairies (6,4 %), milieux à végétation arbustive et/ou herbacée (4,6 %), zones agricoles hétérogènes (4,1 %), forêts (3,9 %), eaux continentales (3,3 %). L'évolution de l’occupation des sols de la commune et de ses infrastructures peut être observée sur les différentes représentations cartographiques du territoire : la carte de Cassini (XVIIIe siècle), la carte d'état-major (1820-1866) et les cartes ou photos aériennes de l'IGN pour la période actuelle (1950 à aujourd'hui).

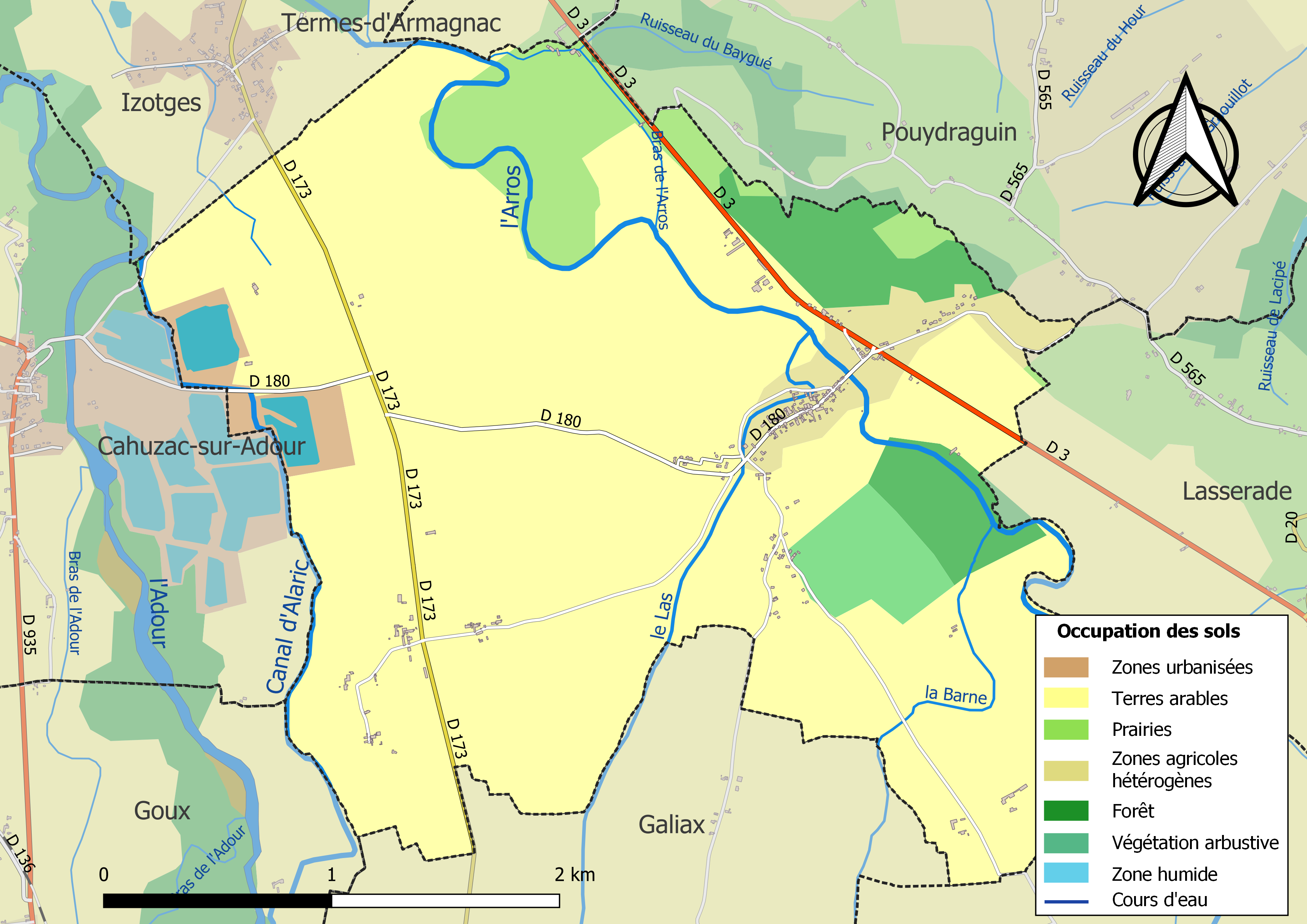
Carte des infrastructures et de l'occupation des sols de la commune en 2018 (CLC).

### Risques majeurs
Le territoire de la commune de Tasque est vulnérable à différents aléas naturels : météorologiques (tempête, orage, neige, grand froid, canicule ou sécheresse), inondations et séisme (sismicité faible). Il est également exposé à un risque technologique, la rupture d'une digue. Un site publié par le BRGM permet d'évaluer simplement et rapidement les risques d'un bien localisé soit par son adresse soit par le numéro de sa parcelle.

#### Risques naturels
Certaines parties du territoire communal sont susceptibles d’être affectées par le risque d’inondation par débordement de cours d'eau, notamment l'Arros, le canal d'Alaric et le Las. La cartographie des zones inondables en ex-Midi-Pyrénées réalisée dans le cadre du XIe Contrat de plan État-région, visant à informer les citoyens et les décideurs sur le risque d’inondation, est accessible sur le site de la DREAL Occitanie. La commune a été reconnue en état de catastrophe naturelle au titre des dommages causés par les inondations et coulées de boue survenues en 1983, 1999 et 2009,.

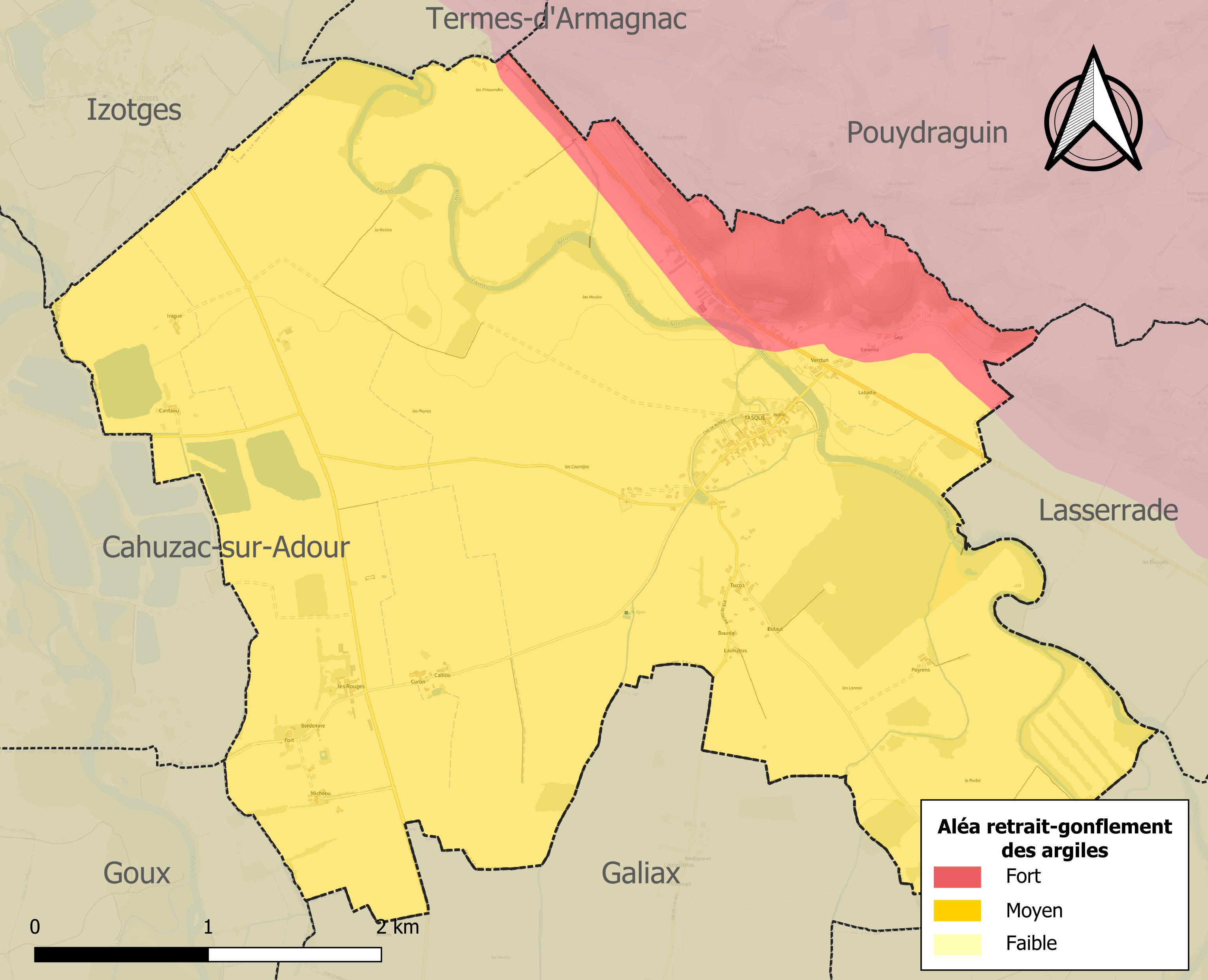
Carte des zones d'aléa retrait-gonflement des sols argileux de Tasque.

Le retrait-gonflement des sols argileux est susceptible d'engendrer des dommages importants aux bâtiments en cas d’alternance de périodes de sécheresse et de pluie. La totalité de la commune est en aléa moyen ou fort (94,5 % au niveau départemental et 48,5 % au niveau national). Sur les 129 bâtiments dénombrés sur la commune en 2019, 129 sont en aléa moyen ou fort, soit 100 %, à comparer aux 93 % au niveau départemental et 54 % au niveau national. Une cartographie de l'exposition du territoire national au retrait gonflement des sols argileux est disponible sur le site du BRGM,.
Par ailleurs, afin de mieux appréhender le risque d’affaissement de terrain, l'inventaire national des cavités souterraines permet de localiser celles situées sur la commune.
Concernant les mouvements de terrains, la commune a été reconnue en état de catastrophe naturelle au titre des dommages causés par la sécheresse en 1989 et par des mouvements de terrain en 1999.

#### Risques technologiques
Des digues sont présentes sur le territoire communal. En cas de destruction partielle ou totale de l'une d'entre elles soit par surverse, soit par effet de renard, soit par affouillement de sa base, soit par rupture d'ensemble progressive ou brutale, des dégâts importants peuvent être occasionnés aux habitations et personnes situées sur le parcours de l'onde de submersion. Le risque est en principe pris en compte dans les documents d'urbanisme. Il n'existe par contre pas de système d'alerte en cas de rupture de digue.

## Histoire
Tasque occupe l'emplacement de l'ancienne cité gallo-romaine de Burgo Tascqua.
Au Moyen Âge, le village accueille une importante abbaye bénédictine avec, au XIe siècle, une abbatiale romane, remaniée en église au XIIIe siècle à la suite des destructions subies durant les batailles féodales de 1260. Elle est restaurée de 1290 à 1300 grâce aux libéralités de Guilhemette, fille de Gaston 1er de Béarn.
Elle est à nouveau détruite par les armées de Montgomery lors des guerres de religion en 1569 et elle est incendiée dans la nuit de Noël 1570. Après le passage des Huguenots, seul le chœur est remis en état ; mais en 1691, son délabrement le rendant dangereux, il fut définitivement délaissé au profit de la nef qui malgré la perte de sa voûte s'avérait encore utilisable. Raccourcie jusqu'à la hauteur de l'ancien transept, elle fut munie d'un chevet plat qui s'ornera de pastiches romans du XIXe siècle.
Au XVIIIe siècle, une rénovation est entamée, à l'occasion de laquelle sont ajoutés le clocher et le crénelage. Le portail de l'église, du XIIe siècle, est conservé. Il est d'une structure simple:un tympan qui s'appuie sur deux consoles est entouré de voussures en plein cintre retombant sur deux chapiteaux et d'une archivolte ornée de billettes. Il est surmonté d'une corniche portée par onze modillons.
Le tympan représente le Christ assis dans sa mandorle. De chaque côté, un personnage est incliné, les genoux ployés et les pieds nus. Celui de droite soutient le bras du Christ, et celui de gauche reçoit de lui le Livre dans ses mains voilées. En dessous de ces deux personnages, les symboles traditionnels des évangélistes. Une inscription gravée permet de connaitre ces deux personnages : saint Pierre et saint Paul. Les modillons représentent les 11 autres Apôtres. De part et d'autre de ces derniers, on peut distinguer étrangement, à droite sur le dernier modillon, l'arrière train d'un animal et à gauche, deux personnages nus, couchés, les membres entremêlés, à côté d'un troisième dont seule subsiste la tête. Sur les consoles soutenant le tympan et les chapiteaux, des scènes historiées difficiles à interpréter.
Au moment de la Révolution, les têtes de plusieurs personnages furent détruites.
Lors du Concordat, signé entre Napoléon Bonaparte et le représentant du pape Pie VII en 1801, l'église devient propriété de la commune de Tasque. En 1870, l'abbé Roze mène une nouvelle campagne de restauration, au cours de laquelle les murs intérieurs ainsi que les chapiteaux sont recouverts de plâtre et remodelés. Les peintures murales sont recouvertes.
À l'intérieur, il est possible de remarquer un autel roman, des sculptures du XIIe siècle dont un remarquable christ dans sa mandorle et un fauteuil abbatial du XVe siècle.
En 1980, un Autel votif gallo-romain portant le nom d'une divinité jusqu'alors inconnue est découvert, encastré dans le mur Est de l'abbatiale. Le chœur abrite un authentique autel roman. Tous ces éléments conduisent au classement de l'église à l'Inventaire des Monuments Historique le 20 décembre 1999.

## Politique et administration

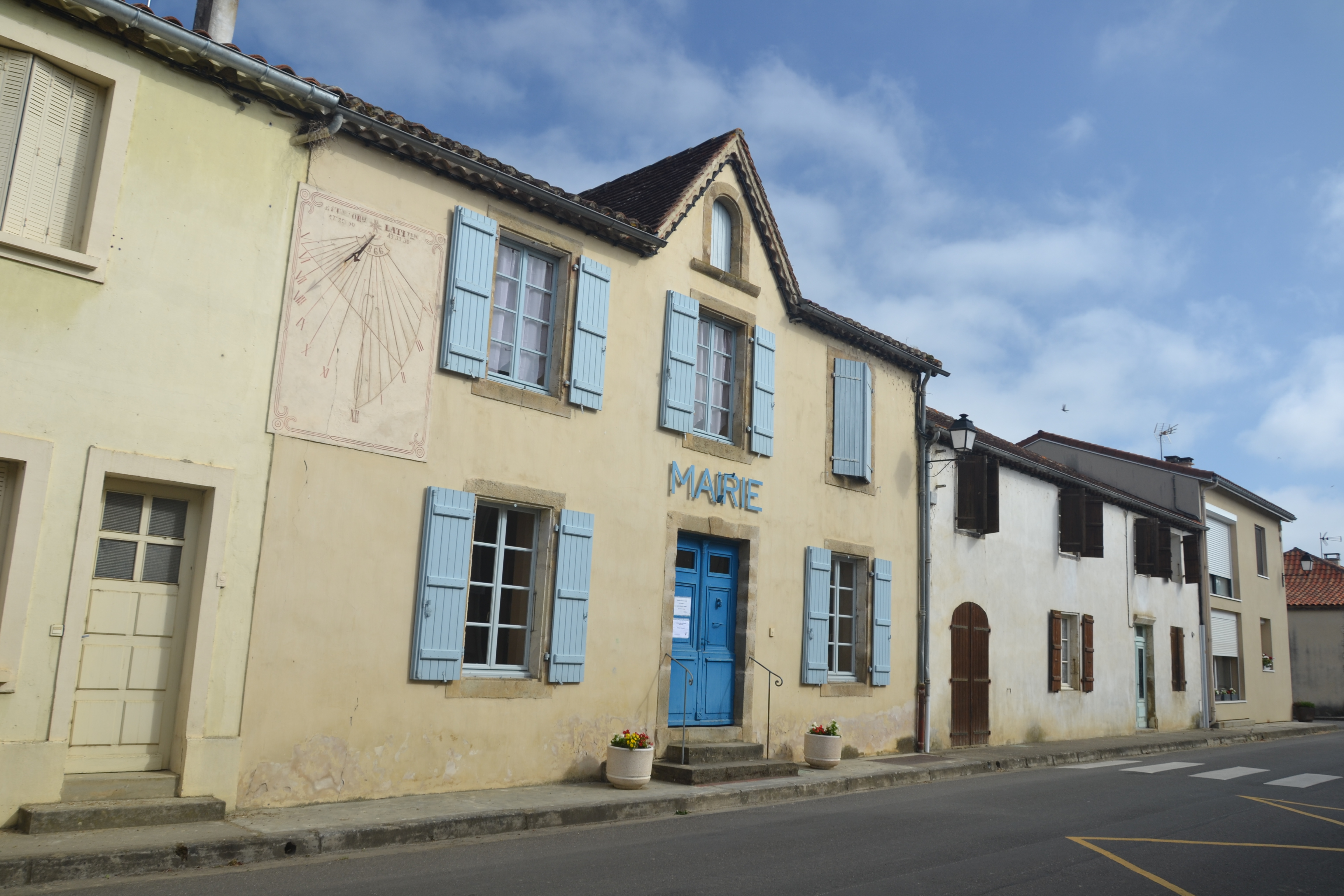
Mairie de Tasque

## Population et société

### Démographie
L'évolution du nombre d'habitants est connue à travers les recensements de la population effectués dans la commune depuis 1793. Pour les communes de moins de 10 000 habitants, une enquête de recensement portant sur toute la population est réalisée tous les cinq ans, les populations de référence des années intermédiaires étant quant à elles estimées par interpolation ou extrapolation. Pour la commune, le premier recensement exhaustif entrant dans le cadre du nouveau dispositif a été réalisé en 2004.

En 2022, la commune comptait 245 habitants, en évolution de −4,3 % par rapport à 2016 (Gers : +1,04 %, France hors Mayotte : +2,11 %).
| 1793 | 1800 | 1806 | 1821 | 1831 | 1841 | 1846 | 1851 | 1856 |
| ---- | ---- | ---- | ---- | ---- | ---- | ---- | ---- | ---- |
| 425  | 502  | 435  | 505  | 544  | 532  | 593  | 606  | 573  |

| 1861 | 1866 | 1872 | 1876 | 1881 | 1886 | 1891 | 1896 | 1901 |
| ---- | ---- | ---- | ---- | ---- | ---- | ---- | ---- | ---- |
| 522  | 507  | 505  | 502  | 503  | 434  | 354  | 385  | 397  |

| 1906 | 1911 | 1921 | 1926 | 1931 | 1936 | 1946 | 1954 | 1962 |
| ---- | ---- | ---- | ---- | ---- | ---- | ---- | ---- | ---- |
| 341  | 327  | 280  | 282  | 261  | 285  | 297  | 270  | 263  |

| 1968 | 1975 | 1982 | 1990 | 1999 | 2004 | 2006 | 2009 | 2014 |
| ---- | ---- | ---- | ---- | ---- | ---- | ---- | ---- | ---- |
| 259  | 258  | 216  | 217  | 216  | 212  | 209  | 244  | 258  |

| 2019 | 2022 | - | - | - | - | - | - | - |
| ---- | ---- | - | - | - | - | - | - | - |
| 250  | 245  | - | - | - | - | - | - | - |

### Sports
- Le sentier de l'Adour passe sur la commune.

## Économie

### Revenus
En 2018  (données Insee publiées en septembre 2021), la commune compte 104 ménages fiscaux, regroupant 249 personnes. La médiane du revenu disponible par unité de consommation est de 19 020 € (20 820 € dans le département).

### Emploi
|                | 2008  | 2013  | 2018   |
| -------------- | ----- | ----- | ------ |
| Commune        | 8,7 % | 9,4 % | 10,6 % |
| Département    | 6,1 % | 7,5 % | 8,2 %  |
| France entière | 8,3 % | 10 %  | 10 %   |

En 2018, la population âgée de 15 à 64 ans s'élève à 143 personnes, parmi lesquelles on compte 73,9 % d'actifs (63,4 % ayant un emploi et 10,6 % de chômeurs) et 26,1 % d'inactifs,. Depuis 2008, le taux de chômage communal (au sens du recensement) des 15-64 ans est supérieur à celui de la France et du département.
La commune est hors attraction des villes,. Elle compte 18 emplois en 2018, contre 30 en 2013 et 36 en 2008. Le nombre d'actifs ayant un emploi résidant dans la commune est de 94, soit un indicateur de concentration d'emploi de 19,3 % et un taux d'activité parmi les 15 ans ou plus de 53,7 %.
Sur ces 94 actifs de 15 ans ou plus ayant un emploi, 12 travaillent dans la commune, soit 13 % des habitants. Pour se rendre au travail, 92,5 % des habitants utilisent un véhicule personnel ou de fonction à quatre roues, 3,3 % s'y rendent en deux-roues, à vélo ou à pied et 4,3 % n'ont pas besoin de transport (travail au domicile).

### Activités hors agriculture
13 établissements sont implantés  à Tasque au 31 décembre 2019.
Le secteur du commerce de gros et de détail, des transports, de l'hébergement et de la restauration est prépondérant sur la commune puisqu'il représente 30,8 % du nombre total d'établissements de la commune (4 sur les 13 entreprises implantées  à Tasque), contre 27,7 % au niveau départemental.

### Agriculture
La commune est dans la Rivière Basse, une petite région agricole occupant une partie ouest du département du Gers. En 2020, l'orientation technico-économique de l'agriculture  sur la commune est la polyculture et/ou le polyélevage.
|               | 1988 | 2000 | 2010 | 2020 |
| ------------- | ---- | ---- | ---- | ---- |
| Exploitations | 24   | 19   | 16   | 10   |
| SAU (ha)      | 723  | 823  | 980  | 775  |

Le nombre d'exploitations agricoles en activité et ayant leur siège dans la commune est passé de 24 lors du recensement agricole de 1988  à 19 en 2000 puis à 16 en 2010 et enfin à 10 en 2020, soit une baisse de 58 % en 32 ans. Le même mouvement est observé à l'échelle du département qui a perdu pendant cette période 51 % de ses exploitations,. La surface agricole utilisée sur la commune a quant à elle augmenté, passant de 723 ha en 1988 à 775 ha en 2020. Parallèlement la surface agricole utilisée moyenne par exploitation a augmenté, passant de 30 à 78 ha.

## Culture locale et patrimoine

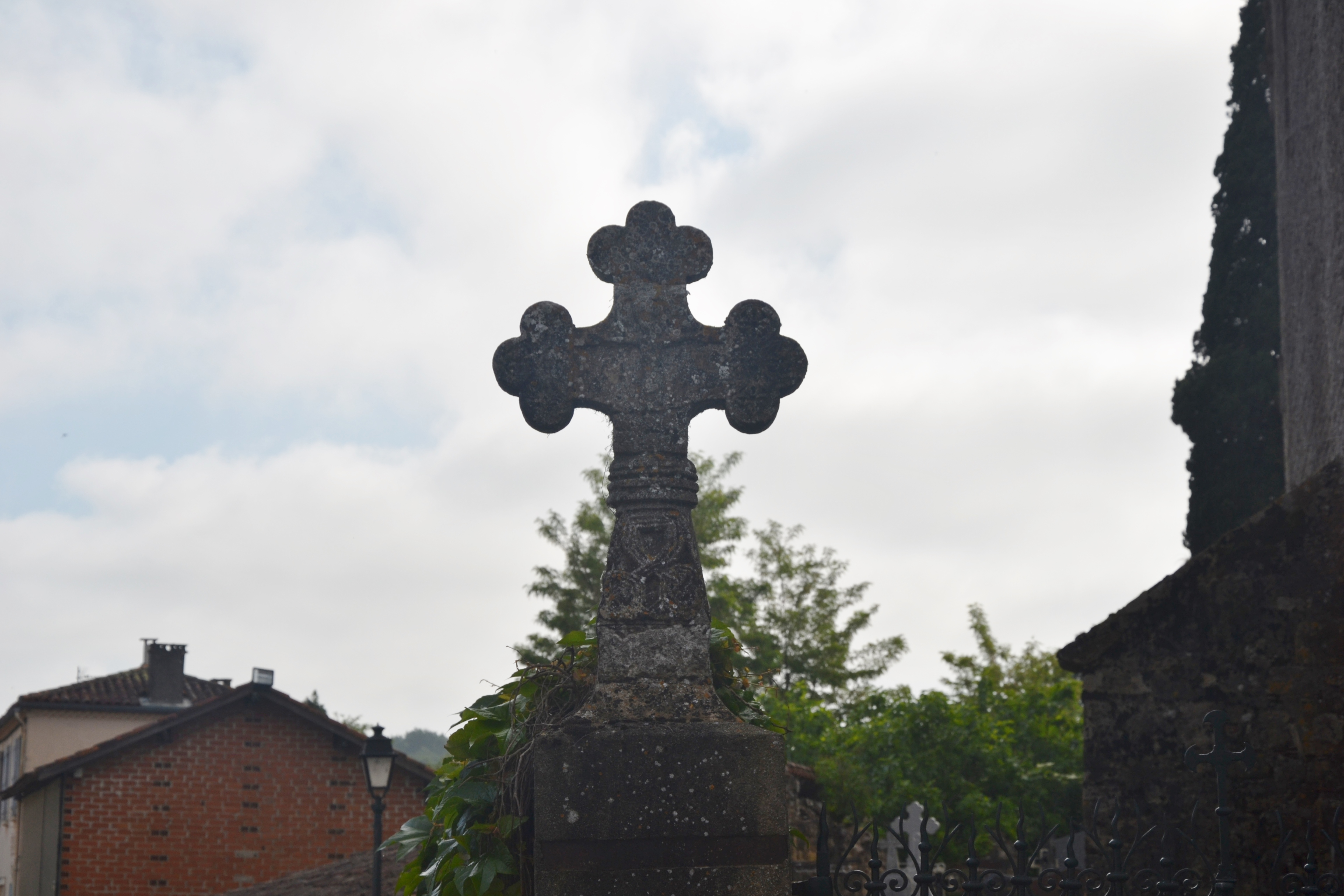
Croix tréflée à l'entrée du cimetière de Tasque

### Lieux et monuments
- Église Saint-Pierre[38] ;  Classé MH (1999, Église et les vestiges de l'ancienne église abbatiale)
- À l'entrée du cimetière, le support de la croix en pierre est un chapiteau renversé qui porte un décor d'entrelacs et de grandes palmettes taillées en gouttière.

### Héraldique
| Blason | Blasonnement : De gueules au chef d'argent, à la croix ancrée de sable brochant sur le tout. |